# Élie Califer
Élie Califer, né le 19 avril 1954 à Saint-Claude (Guadeloupe), est un homme politique français.

## Biographie
Maire de Saint-Claude, candidat de la FGPS (NUPES) dans la quatrième circonscription de la Guadeloupe aux élections législatives de 2022, et seul candidat au second tour après le retrait de Marie-Luce Penchard, il est élu député et succède à Hélène Vainqueur-Christophe,.
En juin 2024, à la suite de la dissolution de l'Assemblée nationale, il est candidat à sa réélection sous la bannière du Nouveau Front populaire. Lors du premier tour, il finit en tête avec environ 58 % des voix devant Jennifer Linon (DVC), qui avoisine 22 % des voix.

## Résultats électoraux

### Élections législatives
| Année | Parti  | Parti | Circonscription     | 1er tour | 1er tour | 1er tour | 2d tour | 2d tour | 2d tour | Issue |
| Année | Parti  | Parti | Circonscription     | Voix     | %        | Rang     | Voix    | %       | Rang    | Issue |
| ----- | ------ | ----- | ------------------- | -------- | -------- | -------- | ------- | ------- | ------- | ----- |
| 2022  |        | FGPS  | 4e de la Guadeloupe | 6 126    | 38,61    | 1er      | 10 633  | 100,00  | 1er     | Élu   |
| 2024  | 12 617 | FGPS  | 4e de la Guadeloupe | 57,90    | 15 068   | 1er      | 71,09   |         | 1er     | Élu   |

Il est élu au second tour avec 10 633 voix sur 68 265 inscrits soit 15,58 % des inscrits et 100 % des suffrages exprimés. Il est réélu au second tour avec 15 068 voix sur 68 702 inscrits soit 21,93 % des inscrits et 71,09 % des suffrages exprimés.